# Nok Air
A ANok Air é uma empresa aérea com sede em Banguecoque, na Tailândia, foi fundada em 2004.

## Frota
Em abril de 2017:
- Boeing 737-800: 17
- Bombardier Dash 8 Q400 NextGen: 8